# ARFU Women's Championship 2008
L’ARFU Women’s Championship 2008 fu il 3º campionato asiatico di rugby a 15 femminile.
Organizzato dall’ARFU, nome con cui era nota all’epoca Asia Rugby, esso vide la partecipazione di sei squadre nazionali che si affrontarono a eliminazione diretta a Taraz dal 2 al 4 novembre 2007.
La terza edizione di torneo vide l'esordio internazionale dell'Uzbekistan e del Kirghizistan nonché il ritorno di Hong Kong.
Ad aggiudicarsi il torneo fu la squadra padrona di casa del Kazakistan, riconfermatasi campionessa asiatica per la seconda volta consecutiva, che batté in finale il Giappone per 39-3 mentre la matricola uzbeca, dopo avere battuto Hong Kong nei play-off per le semifinali, giunse fino al terzo posto finale superando Singapore.
Per il quinto posto si affrontarono Kirghizistan e Hong Kong con vittoria di quest'ultima per 49-0.

## Formula
Il torneo si svolse con il metodo dell'eliminazione diretta.
Essendo le squadre partecipanti in numero di sei, si procedette a due play-off per determinare le due semifinaliste che avrebbero affiancato Kazakistan e Giappone, le migliori piazzate dell'edizione precedente presenti nel 2008.
Nella seconda giornata di torneo si tennero le semifinali, mentre nella terza si tennero la finale per il quinto posto tra le due perdenti il play-off, la finale per il terzo posto tra le sconfitte della semifinale e quella per il titolo tra le vincenti della stessa.
Le gare si svolsero allo Stadio Lokomotiv di Taraz, città del sud-est del Kazakistan.

## Incontri
|  | Preliminari | Preliminari  | Preliminari |  |  | Semifinali | Semifinali | Semifinali |  |  | Finale     | Finale |  |  |  |  |
|  |             |              |             |  |  |            |            |            |  |  |            |        |  |  |  |  |
|  |             |              |             |  |  |            |            |            |  |  |            |        |  |  |  |  |
|  |             | Hong Kong    | 6           |  |  |            |            |            |  |  |            |        |  |  |  |  |
|  |             | Uzbekistan   | 8           |  |  |            |            |            |  |  |            |        |  |  |  |  |
|  |             |              |             |  |  |            | Kazakistan | 64         |  |  |            |        |  |  |  |  |
|  |             |              |             |  |  |            | Uzbekistan | 3          |  |  |            |        |  |  |  |  |
|  |             |              |             |  |  |            |            |            |  |  | Kazakistan | 39     |  |  |  |  |
|  |             |              |             |  |  |            |            |            |  |  | Giappone   | 3      |  |  |  |  |
|  |             |              |             |  |  |            | Giappone   | 17         |  |  |            |        |  |  |  |  |
|  |             |              |             |  |  |            | Singapore  | 10         |  |  |            |        |  |  |  |  |
|  |             | Kirghizistan | 0           |  |  |            |            |            |  |  |            |        |  |  |  |  |
|  |             | Singapore    | 38          |  |  |            |            |            |  |  |            |        |  |  |  |  |

|  | Finale 3º posto |              |    |  |
|  |                 |              |    |  |
|  | Singapore       | Singapore    | 0  |  |
|  | Uzbekistan      | Uzbekistan   | 15 |  |
|  |                 |              |    |  |
|  | Finale 5º posto |              |    |  |
|  |                 |              |    |  |
|  | Hong Kong       | Hong Kong    | 49 |  |
|  | Kirghizistan    | Kirghizistan | 0  |  |

### Preliminari
| Taraz 3 giugno 2008 Preliminare 1 | Hong Kong | 6 – 8 referto | Uzbekistan | Stadio Lokomotiv |

| Taraz 3 giugno 2008 Preliminare 2 | Kirghizistan | 0 – 38 referto | Singapore | Stadio Lokomotiv |

### Semifinali
| Taraz 5 giugno 2008 Semifinale 1 | Kazakistan | 64 – 3 referto | Uzbekistan | Stadio Lokomotiv |

| Taraz 5 giugno 2008 Semifinale 2 | Giappone | 17 – 10 referto | Singapore | Stadio Lokomotiv |

### Finale per il 5º posto
| Taraz 7 giugno 2008 | Hong Kong | 49 – 0 referto | Kirghizistan | Stadio Lokomotiv |

### Finale per il 3º posto
| Taraz 7 giugno 2008 | Singapore | 0 – 15 referto | Uzbekistan | Stadio Lokomotiv |

### Finale
| Taraz 7 giugno 2008                                                       | Kazakistan | 39 – 3 referto | Giappone | Stadio Lokomotiv |
| Amosova (2) Esembekova Nezbudej (2) Tur’ Chamova mt Tur’ (2) tr c.p. Koga |            |                |          |                  |
|                                                                           |            |                |          |                  |
| Amosova (2) Esembekova Nezbudej (2) Tur’ Chamova                          | mt         |                |          |                  |
| Tur’ (2)                                                                  | tr         |                |          |                  |
|                                                                           | c.p.       | Koga           |          |                  |